# جان گریام
جان گریام (به انگلیسی: John Graham) متولد ۱۹۰۸ سیتل، معمار آمریکایی بود.
گریام در دانشگاه ییل تحصیل نمود.
مشهورترین اثر وی برج سوزن فضایی در سیتل است.
او در ۱۹۹۱ درگذشت.